# Atletica leggera ai Giochi asiatici
L'atletica leggera è uno degli sport dei Giochi asiatici, che si disputano con cadenza quadriennale a partire dal 1951 (soltanto la II edizione si è disputata dopo tre anni). 

## Edizioni
| Ed.  | Anno | Sede                  | Eventi | Eventi |
| Ed.  | Anno | Sede                  | Uomini | Donne  |
| ---- | ---- | --------------------- | ------ | ------ |
| I    | 1951 | Nuova Delhi India     | 24     | 9      |
| II   | 1954 | Manila Filippine      | 21     | 9      |
| III  | 1958 | Tokyo Giappone        | 22     | 9      |
| IV   | 1962 | Giacarta Indonesia    | 22     | 10     |
| V    | 1966 | Bangkok Thailandia    | 22     | 12     |
| VI   | 1970 | Bangkok Thailandia    | 22     | 13     |
| VII  | 1974 | Teheran Iran          | 21     | 14     |
| VIII | 1978 | Bangkok Thailandia    | 23     | 16     |
| IX   | 1982 | Nuova Delhi India     | 24     | 16     |
| X    | 1986 | Seul Corea del Sud    | 23     | 19     |
| XI   | 1990 | Pechino Cina          | 24     | 19     |
| XII  | 1994 | Hiroshima Giappone    | 24     | 19     |
| XIII | 1998 | Bangkok Thailandia    | 24     | 21     |
| XIV  | 2002 | Pusan Corea del Sud   | 23     | 22     |
| XV   | 2006 | Doha Qatar            | 23     | 22     |
| XVI  | 2010 | Canton Cina           | 24     | 23     |
| XVII | 2014 | Incheon Corea del Sud | 24     | 23     |